# Heinz Dressel (Dirigent)

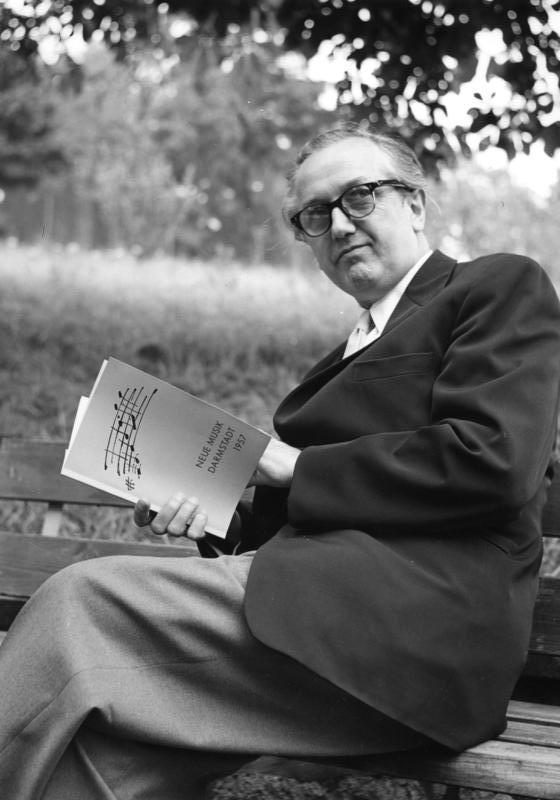
Heinz Dressel (1957)

Heinz Dressel (* 23. Juni 1902 in Mainz; † Juni 1997 in Essen) war ein deutscher Dirigent und Musiker.

## Leben
Heinz Dressel studierte in Köln bei Hermann Abendroth, wurde Kapellmeister in Plauen, später in Lübeck und dort 1934 Generalmusikdirektor. In der Zeit des Nationalsozialismus dirigierte er 1934 die Uraufführung von Hugo Distlers Vertonung des Thingspiels Ewiges Deutschland von Wolfram Brockmeier.
Von 1941/42 bis 1951 war er Generalmusikdirektor in Münster, anschließend in Freiburg im Breisgau (1951–1956) und später in Essen. Seit 1956 darüber hinaus Direktor der Folkwangschulen in Essen übernahm er dort selbst die Dirigentenklasse, das Orchester und die Opernabteilung (die Opernabteilung nur bis 1958). Dressel gründete 1958 das Folkwang Kammerorchester Essen. Von 1964 bis 1968 war er Präsident des Deutschen Musikrates.

## Ehrungen
- 1969: Großes Verdienstkreuz der Bundesrepublik Deutschland
- 1989: Verdienstorden des Landes Nordrhein-Westfalen[4]